# Aeroporto de Brasileia
O Aeroporto de Brasiléia ( ICAO: SWBS) está localizado no município de Brasiléia, no Acre.